# Eclipsa de Soare din 23 octombrie 2014

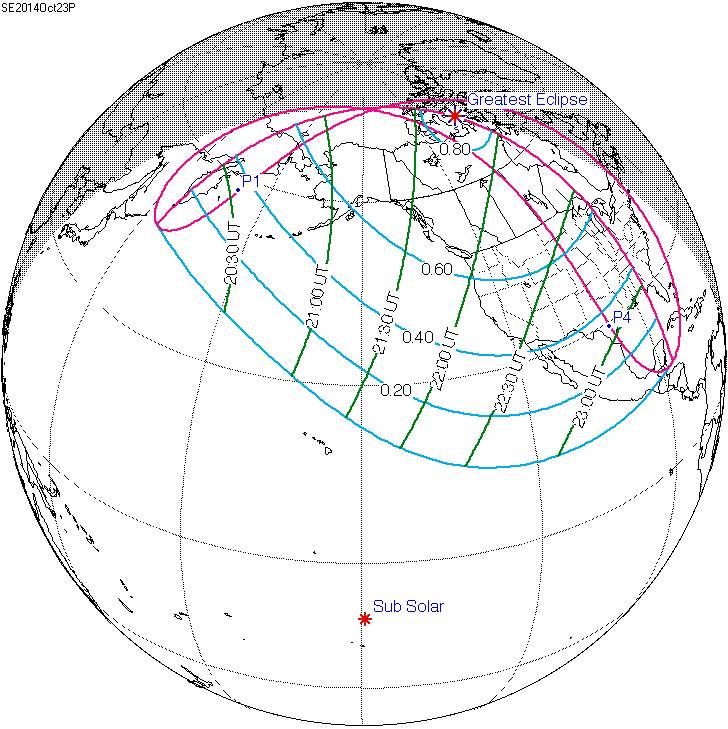
Harta eclipsei generale

Eclipsa de Soare din 23 octombrie 2014 a fost un fenomen astronomic vizibil în extremitatea estică a Siberiei și în cea mai mare parte a Americii de Nord. A fost cea de-a noua eclipsă parțială de Soare din secolul al XXI-lea.
S-a produs acum 10 ani, 153 zile.

## Zonă de vizibilitate

Hartă animată a eclipsei din 23 octombrie 2014.

Această eclipsă a fost vizibilă din cea mai mare parte a continentului Nord-American, precum și din extremitatea răsăriteană a Siberiei.